# NGC 564
NGC 564 este o galaxie eliptică situată în constelația Balena. A fost descoperită în 1 octombrie 1785 de către William Herschel. De asemenea, a fost observată încă o dată de către Heinrich Louis d'Arrest și în 21 noiembrie 1876 de către Édouard Stephan.